# Michael Kimmel
Michael Scott Kimmel (né le 26 février 1951) est un sociologue américain spécialisé en études de genre. Il est professeur distingué de sociologie à la Stony Brook University dans l'État de New York et il est fondateur et éditeur du journal académique Men and Masculinities. Michael Kimmel est un porte-parole du National Organization for Men Against Sexism (NOMAS) et un féministe de longue date. En 2013, il a fondé le Centre d'étude des hommes et masculinités à la Stony Brook University.

## Jeunesse et formation
Michael Kimmed obtient une licence au Vassar College en 1972 puis un master à la Brown University en 1974 et réaliste une thèse à l'Université de Californie à Berkeley qu'il soumet en 1981 sous le titre Absolutism and its Discontents: Fiscal Crisis and Political Opposition in Seventeenth Century France and England.
Il travaille comme professeur assistant en sociologie entre 1982 et 1986 à la Rutgers University et à la New York University. Il rejoint ensuite la Stony Brook University faculty en 1987 puis l'Université de Californie à nouveau entre 1992 et 1994. Il est élu meilleur professeur par le The Daily Californian.

## Parcours académique
Michael Kimmel est considéré comme un des pères fondateurs du sous-domaine des men's studies,. Il a écrit plusieurs livres sur les études de genre et la masculinité dont Men's Lives (2010, 8th edition), The Gendered Society (2011, 4th edition), Manhood: a Cultural History (2012, 3rd edition), et Guyland: The Perilous World Where Boys Become Men (2008). Il est co-éditeur de The Handbook of Studies on Men and Masculinities (2005) et Men and Masculinities: a Social, Cultural and Historical Encyclopedia (2004) qui a été nommé « Best of Reference 2004 » par le New York Public Library. Il est aussi éditeur d'une série sur le genre et la sexualité, publiée aux éditions New York University Press. En 1992, Michael Kimmel fonde le journal Masculinities en association avec le American Men's Studies Association. Le journal préfigure le futur Men and Masculinities, dont Michael Kimmel sera rédacteur en chef, édité par SAGE Publications depuis 1998 et qui est considéré comme l'un des plus importants journaux académiques ayant trait aux men's studies. 
En 2004, Michael Kimmel a fait partie des 15 chercheurs choisis pour leur parcours académique innovant par le Carnegie Corporation of New York pour son sujet de recherche Globalization and its Mal(e)contents: The Gendered Moral and Political Economy of the Extreme Right.

### Livres
- Michael Kimmel, Absolutism and its Discontents : State and Society in 17th Century France and England, New Brunswick, New Jersey, Transaction, 1988, 265 p. (ISBN 978-0-88738-180-5, lire en ligne)
- Michael Kimmel, Revolution : A Sociological Interpretation, Philadelphie, Temple University Press, 1990, 252 p. (ISBN 978-0-87722-736-6, lire en ligne)
- Michael Kimmel, Men Confront Pornography, New York, Crown, 1991 (ISBN 978-0-517-56931-3)
- Michael Kimmel, Against the Tide : Pro-Feminist Men in the U.S., 1776–1990, Boston, Mass., Beacon Press, 1992 (ISBN 978-0-8070-6760-4)
- Michael Kimmel et Suzanna Danuta Walters, Intersections : transdisciplinary perspectives on genders and sexualities, New York, New York University Press (OCLC 800925019)
- The Politics of Manhood, Philadelphie, Temple University Press, 1995 (ISBN 978-1-56639-365-2, lire en ligne)
- Changing Men : New Directions in the Study of Men and Masculinity, Newbury Park, California, SAGE Publications, 1996 (1re éd. 1987), 320 p. (ISBN 978-0-8039-2996-8)
- Men and Masculinities : A Social, Cultural, and Historical Encyclopedia, Santa Barbara, California, ABC-CLIO, 2004, 892 p. (ISBN 978-1-57607-774-0, lire en ligne)
- Handbook of Studies on Men and Masculinities, Thousand Oaks, Calif., SAGE Publications, 2005, 505 p. (ISBN 978-0-7619-2369-5, lire en ligne)
- Michael Kimmel, The Gender of Desire : Essays on Masculinity, Albany, New York, State University of New York Press, 2005, 272 p. (ISBN 978-0-7914-6337-6, lire en ligne)
- Michael Kimmel, Guyland : The Perilous World Where Boys Become Men, New York, Harper, 2008, 352 p. (ISBN 978-0-06-083135-6, lire en ligne)
- Privilege : a reader, Boulder, Colorado, Westview Press, 2010, 2e éd. (1re éd. 2003) (ISBN 978-0-8133-4426-3, lire en ligne)
- (en) Michael Kimmel, Misframing men : the politics of contemporary masculinities, New Brunswick, New Jersey, Rutgers University Press, 2010, 242 p. (ISBN 978-0-8135-4762-6, lire en ligne)
- Michael Kimmel et Michael Messner, Men's Lives, Boston, Mass., Allyn & Bacon, 2010, 8e éd. (1re éd. 1989), 628 p. (ISBN 978-0-205-69294-1)
- Michael Kimmel, The gendered society, New York, Oxford University Press, 2011, 4e éd. (1re éd. 2000), 472 p. (ISBN 978-0-19-539902-8, lire en ligne)
- Michael Kimmel et Amy Aronson, Sociology now : the essentials, Boston, Allyn & Bacon, 2011, 2e éd., 544 p. (ISBN 978-0-205-73199-2)
- (en) Michael Kimmel, Manhood in America : A Cultural History, New York, Oxford University Press, 2012, 3e éd. (1re éd. 1996), 355 p. (ISBN 978-0-19-978155-3)
- Michael Kimmel, Angry White Men : American Masculinity at the End of an Era, New York, Nation Books, 2013 (ISBN 978-1-56858-696-0)
- Michael Kaufman et Michael Kimmel (trad. de l'anglais), The Guys’ Guide to Feminism [« Le guide du féminisme pour les hommes »], Seal Press, 2011, 224 p. (ISBN 978-1-58005-425-6)

### Publications académiques
- Michael S. Kimmel, « Men's responses to feminism at the turn of the century », Sage, vol. 1, no 3,‎ septembre 1987, p. 261–283 (DOI 10.1177/089124387001003003, JSTOR 189564, lire en ligne)
- Michael S. Kimmel, « The kindest un-cut: feminism, Judaism, and my son's foreskin », Duke University Press, vol. 16, no 3,‎ may–june 2001, p. 43–48 (lire en ligne)
- Michael S. Kimmel, « 'Gender symmetry' in domestic violence: a substantive and methodological research review », Sage, vol. 8, no 11,‎ novembre 2002, p. 1332–1363 (DOI 10.1177/107780102237407, lire en ligne) Pdf.
- Michael S. Kimmel et Tyson Smith, « The hidden discourse of masculinity in gender discrimination law », University of Chicago Press, vol. 30, no 3,‎ printemps 2005, p. 1827–1849 (DOI 10.1086/427524, lire en ligne)
- Michael S. Kimmel et Cheryl Llewellyn, « Homosexuality, gender nonconformity, and the neoliberal state », Taylor and Francis, vol. 59, no 7,‎ 2012, p. 1087–1094 (DOI 10.1080/00918369.2012.699865, lire en ligne)
- Michael S. Kimmel, « When history intervenes », Sage, vol. 11, no 3,‎ été 2012, p. 80 (DOI 10.1177/1536504212456192, lire en ligne)
- Michael S. Kimmel et Bethany M. Coston, « White men as the new victims: reverse discrimination cases and the men's rights movement », William S. Boyd School of Law, vol. 13, no 2,‎ 2013, p. 5 (lire en ligne)